# Thryophilus rufalbus
La ratona rojiza,, chivirín rojizo, cucarachero rojizo o soterrey rufo y blanco (Thryophilus rufalbus)  es una especie de ave paseriforme de la familia Troglodytidae. En la actualidad pertenece al género Thryophilus, anteriormente al género Thryothorus.
Es nativo de México, Belice, Guatemala, El Salvador, Honduras, Nicaragua, Costa Rica, Panamá, Colombia y Venezuela.

## Hábitat
Su hábitat natural son el bosque seco y las áreas húmedas abiertas y arboladas, desde el nivel del mar hasta los 1.500 m de altitud.

## Descripción
En promedio mide 15 cm de longitud y pesa 22 g. Plumaje de las partes superiores de color castaño rojizo rufo, con las alas y la cola con rayas negras delgadas; mejillas con líneas blancas y negras, línea ocular larga y blanca; las partes inferiores son blancas, teñidas en los lados y flancos de marrón grisáceo. La subespecie T. r. minlosi tiene la corona y las partes inferiores teñidas de gris.

## Alimentación
Se alimenta de insectos, arañas y otros invertebrados.

## Reproducción
Construye un nido en forma de retorta, con rizomorfos de hongos negros, ramitas y raicillas, a una altura de 2 a 3 m del suelo, sobre algún árbol o palma. La hembra pone 3 a 4 huevos de color azul verdoso. La incubación dura dos semanas y los polluelos abandonan el nido luego de otras dos semanas.